# Rudnay Sándor
Rudnói és divékújfalusi Rudnay Sándor (Vágszentkereszt, Magyar Királyság, 1760. október 4. – Esztergom, Magyar Királyság, 1831. szeptember 13.), a magyar nemesi Rudnay családból származó római katolikus egyházi személy, 1815 és 1819 között Erdély püspöke, majd 1819-től esztergomi hercegprímás, bíboros 1831-ben bekövetkezett haláláig. Az esztergomi bazilika építtetője. Nemzetiségéről nem lehet modern értelemben beszélni. Anyanyelvi szinten tudott szlovákul, magyarul és németül, de egyértelmű, hogy a Magyar Királyság alattvalójának tekintette magát. Ugyanakkor a szlovák művelődés mecénásaként és a szlovák prédikáció egyik legnagyobb mestereként tartják számon.

## Tanulmányai
Az ősrégi nemesi rudnai és divékújfalusi Rudnay család leszármazottja. Apja, Rudnay András (1730–1817) szolgabíró, anyja, jobaházi Dőry Anna (1736–1803) volt. Az apai nagyszülei Rudnay Sándor (1691–1758), földbirtokos és váli Vály Anna (1706–1791) voltak. Az anyai nagyszülei jobaházi Dőry István, földbirtokos és Szalánczy Dorottya voltak. Gimnáziumi tanulmányait Moravánban, Nyitrán a piaristáknál és a pozsonyi főgimnáziumban végezte. Filozófiát a nagyszombati Királyi Akadémián tanult, majd Budán a szemináriumban végezte teológiai tanulmányait. 1783. október 12-én szentelték pappá Nagyszombatban. 1784-ben teológiai doktor.

## Erdély püspöke
1815-ben a király kinevezte erdélyi püspökké. Rudnay a gyulafehérvári várbeli bulgarita kolostorban általános szerzetesi szemináriumot alapított. Az új püspök a papneveldében tanuló 26 kispap számát három év alatt 50-re növelte és a szeminárium fenntartására évenként 16 000 forintot költött a saját vagyonából. Egyházmegyéjét közelebbről megismerendő, majd minden plébániát, községet meglátogatott. Amikor 1816-ban éhínség uralkodott Erdélyben, megnyitotta magtárait az ínségesek számára és pénztárát a nyomor enyhítésére.
Ferencrendi novíciusok 1819-ben jöttek először a szerzetesi szemináriumba. Itt kapták a rendi kiképzést, a teológiai stúdiumokat az egyházmegyés kispapsággal együtt az 1753-ban alapított szemináriumban folytatták. Ezt a gyakorlatot az 1822-es egyházmegyei zsinat megerősítette, ez a gyakorlat folytatódott egészen 1848-ig .

## Esztergomi érsek

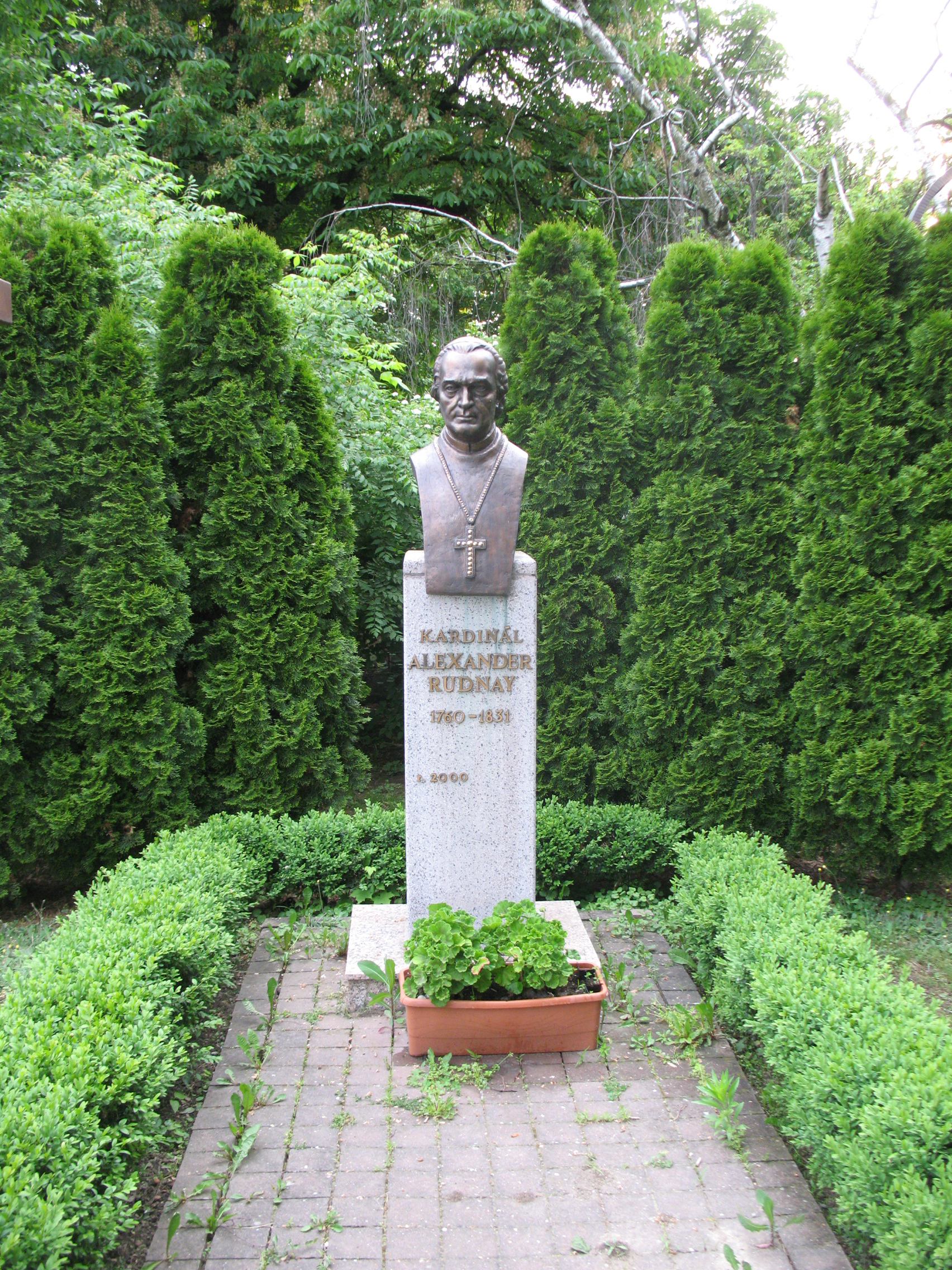
Szobra Vágmosócon

Ő volt az, aki 1820-ban ténylegesen visszaköltöztette az Esztergomi érseki székhelyet Nagyszombatból Esztergomba. Ez addig a katolikus egyházszervezés tartós adóssága volt, amely 1683 óta, Esztergom török alóli felszabadulása óta fönnállt. Ennek oka, hogy a korábbi hercegprímások engedelmeskedtek a császári akaratnak, amely tartósan Bécs közelében akarta tudni őket. Rudnayt ugyanakkor Ferenc császár és király  is fölhatalmazta a prímási székhely visszaköltöztetésére.
A XIX. század első felének legnagyobb egyházi építkezése az esztergomi székesegyház volt. A hercegprímás a fiatal Kühnel Pál tervei mellett döntött. Kühnel, Rudnay utasításainak engedelmeskedve az esztergomi várdombra hatalmas épületegyüttest, valóságos magyar Vatikánt tervezett. Ebből a nagyszabású tervből azonban csak a székesegyház és a kanonokházak egy része valósult meg. A bontási, romeltakarítási munkák elkezdődtek, s 1822. április 23-án, Szent Adalbert napján sor került az alapkőletételre is. Az építkezés vezetője, Kühnel Pál unokaöccse, Packh János volt, akinek a Bakócz-kápolna áthelyezését is köszönhetjük. A XVI. században vörös márványból készült kápolna Magyarország egyetlen épségben megmaradt reneszánsz műemléke. 1823-ban Packh János 1600 darabra szétbontva, majd tájolását megváltoztatva az új székesegyházba beépítve megőrizte az utókornak. A bazilika építésének munkálatait 1831-ig, a megrendelő Rudnay prímás haláláig folytatta.  A székesegyház építése szépen haladt előre Packh irányítása alatt, először a jobb oldali első oldalkápolna készült el, amelyet Szent István vértanú tiszteletére szenteltek fel, majd elkészült a kupolatartó dob egyik boltíve. Amikor Rudnay 1831-ben meghalt, az épület fő falai, a leendő kupolát tartó négy óriási pillér és az azokat összekötő boltozatok már álltak, a szentély boltozása folyamatban volt.

## Művei
- 1. Památka navštíveňa Pána v padesátom roku obnovéná, s ktorým Boh služebnika svého grófa Berényi Gábora zamiloval. Nagyszombat, 1798 (Berényi Gábor gróf 50 éves emlékezete)
- 2. Kázen na slawné primitia Madacs Josefa nowo-poswateného knaza arcibiskupstwi Ostrihomského k duchownému prospechu w bognanském chráme páňe držana. Uo. 1804 (Madách József primiciája alkalmával mondott beszéd)
- 3. Sermo, quem terminato publicae e SS. Theologia disputationis actu Marcelli Daniel, in episcopali lyceo Temesiensi theol. professoris die 7-ma Junii an. 1810. ad eundem, qua deputatus Archi-Ducis Josephi Hungariae Palatini, habuit (Buda), 1810
- 4. Eucharisticon Augustissimi Imperatori et Regi Apost. Francisco, victori almaeque Pacis restauratori nomine statuum et Ordinum Provinciae Comaromiensis dicatum. Comaromii, 1814
- 5. Ad clerum populumque Pastorali suae curae creditum, occasione Suae Inaugurationis. Anno 1816. die 14. Mensis July. Cibinii 1816
- 6. Rudnay Sándor erdélyi püspök... minden gondgya alá bizott egyházi s világi renden levőkhöz, midőn püspöki székébe beiktattatnék. Julius 14. 1816. Hely n. (Németül: Nagyszeben, 1816)
- 7. Paraenesis Excell., III. ac Rev. Dni Alexandri Rudnay... Ad Lyceum Regium scholasque Claudiopolitanas occasione auspicati muneris Supremi omnium per Transylvaniam catholicarum Scholarum Directoris. Claudiopoli dei 27. May 1819
- 8. Oratio, dum per S. C. R. Majestatem Capitulo suo Transylvaniensi benigne decreta Ornamenta in ecclesia cathedrali solemniter appenderet. Cibinii, 1819
- 9. Erkölcsi keresztény oktatások különösen a fenyítő házakban raboskodóknak remélhető megjobbításokra. Kolozsvár, 1819 (Hozzá: Praeambula Epistola Pastoralis Episcopi Transilvaniae ad eos, quibus cura spiritualis captivorum publicorum credita est)
- 10. Ad clerum et Populum Archi-dioecesis suae occasione solemnis in Dignitatem Archi-Episcopalem Installationis Strigonii 16. Maji 1820. Budae
- 11. Epistola Pastoralis... ad Clerum saecularem et regularem, omnemque fidelem populum jurisdictioni suae subjectum pro tempore Quadragesimae. Strigonii, 1820
- 12. Epistola Pastoralis, ope cuius a Clero pro exstructione Basilicae Strigoniensis Symbolas offerri cupit. Uo. 1821
- 13. Epistola Pastoralis, medio cujus Jubilaei per s. Pontificem Leonem XII. indictionem, quo fidelibus christianus coelestium gratiarum fontes in Urbe Urbium pleno alveo reserati denunciantur, Clero communicat. Uo. 1821
- 14. Epistola, qua Synodum nationalem Posonii celebrandam convocat. Budae, 1822
- 15. Oratio Cels. ac rev. Dni ad Synodum in ecclesia SS. Salvatoris Posonii, die 8. Septembris 1822. Posonii, 1822
- 16. Sermo ad Synodum in Ecclesia SS. Salvatoris Posonii. Die 16. Oct. 1822. Uo. 1822
- 17. Dissertatio de obligatione Cleri saecularis quotidie persolvendi Horas Canonicas seu Officium Divinum, quod nomine Breviarii venit a gallico manuscripto in germanicum, ex hoc vero typis excuso in latinum traducta; praemissa Epistola Pastorali ejusdem argumenti Principis Primatis Archi-Episcopi Strigoniensis ad Clerum suae curae creditum. Strigonii, 1823
- 18. Responsum nomine totius dicasterii a Cels. Regni Primate... habitum ad sermonem Caesareo-Regii Principis, Regni Palatini et Praesidis Regii consilii Locumtenentalis Hungarici quum illud solennis institutionis memoriam die 21. Apr. anni 1824. portentum seculum celebraret. Budae (A főherczeg említett beszédével együtt.)
- 19. De perpetua SS. Eucharistiae Sacramenti in Archi-Dioecesi adoratione. Strigonii, 1825
- 20. Epistola, in qua per S. Pontificem Leonem indicti Jubilaei ad universum orbem catholicum extensio, Clero notificatur. Posonii, 1826
- 21. Epistola, ope cujus S. P. Leonis XII. contra occultas sectas Encyclicam, Clero suo sommunicat. Uo. 1826
- 22. Epistola Pastoralis vigore cujus Pii Papae VIII. encyclicam super indicto Jubilaeo, reprobatisque perversarum doctrinarum commentis epistolam ad notitiam Cleri perfert. Strigonii, 1829
- 23. Kázne prihodné... to gest: 82 Reči duchownich od nebohého Arcibiscupa Ostrihomského w Krušowcách nekdi prednesenich, a wlastnú Rokú spisanich. Nagyszombat, 1833. (Rudnaynak legnagyobbrészt Korosson mondott tót beszédei, melyeket kiadott Palkovics György, esztergomi kanonok, Rudnay arczképével.)

## Nyilatkozat
Slavus sum, et si in cathedra Petri forem, Slavus ero